# Christian Bethmann
Christian Bethmann (* 21. August 1783; † 8. Juli 1833) war ein deutscher Orgelbauer aus Linden (heute Hannover). Weitgehend erhalten ist seine Orgel in Posthausen (ursprünglich in Hameln).

## Leben
Bethmann wurde 1783 geboren. Er war Hoforgelbauer und hat insgesamt zwölf Orgeln neu gebaut und mindestens vier Arbeiten (in erster Linie Reparaturarbeiten) an anderen Orgeln vorgenommen. Er starb 1833.
Wahrscheinlich ist er der Sohn von Wilhelm Heinrich Bethmann (* 1. Mai 1745; † 27. Dezember 1802), der ebenfalls Hoforgelbaumeister in Hannover war, aber auch besaitete Tasteninstrumente wie Cembali und Clavichorde baute. 1782 heiratete Baethmann in die Orgelbauerfamilie Christian Vater ein.

## Werkliste
| Jahr     | Ort               | Kirche                  | Bild | Manuale | Register | Bemerkungen |
| -------- | ----------------- | ----------------------- | ---- | ------- | -------- | --- |
| 1815     | Limmer            |                         |      | I/P     | 10       | Neubau |
| vor 1818 | Braunschweig      | St. Petri               |      | II/P    | 22       | Neubau; 1892 durch Friedrich Ladegast ersetzt |
| 1819     | Braunschweig      | Dom St. Blasii          |      | III/P   | 47       | Erweiterung um eine 32′-Posaune und Ersatz von 66 im Jahr 1810 gestohlenen Pfeifen; Orgel 1901 durch Neubau ersetzt.                                                                                       |
| 1822     | Bordenau          | St. Thomas              |      | I/P     | 12       | 2024 rekonstruiert und restauriert durch Jörg Bente, Rückbau auf den Originalzustand → Orgel |
| 1824     | Winsen (Aller)    | St. Johannes der Täufer |      | II/P    | 23       | Neubau |
| 1826     | Amt Neuhaus       |                         |      | II/P    | 20       | Neubau |
| 1826     | Celle             | Kirche der Strafanstalt |      | I/P     | 10       | Neubau |
| 1827     | Hannover          | Aegidienkirche          |      | III/P   | 32       | Umbau; 1880 nach Engelbostel verkauft |
| 1829     | Brüggen           | Schloss Dilborn         |      |         |          | Neubau |
| 1832     | Brockel           | Heilig-Kreuz-Kirche     |      | I/P     | 13       | Neubau; später durch Neubau von Philipp Furtwängler & Söhne ersetzt |
| 1832     | Bad Fallingbostel | St.-Dionysius-Kirche    |      | II/P    | 17       | Prospekt erhalten; Pfeifen durch Neubau von P. Furtwängler & Hammer ersetzt; heute Neubau von Schuke (II/P/17) hinter hist. Prospekt                                                                       |
| 1833     | Hameln            | Garnisonkirche          |      | II/P    | 19       | 1881 umgesetzt in die Lukaskirche (Posthausen), letzte weitgehend original erhaltene Orgel Bethmanns; 12 Register ganz, 3 teilweise erhalten, 4 von Orgelbau Alfred Führer 1990–1991 rekonstruiert → Orgel |